# Fumaria
Fumaria (Tourn. ex L., 1753) è un genere di piante erbacee appartenente alla famiglia delle Papaveraceae, diffuso dall'Europa all'Asia centrale ed in Africa.

## Tassonomia

### Specie
All'interno del genere Fumaria sono incluse 53 specie:
- Fumaria abyssinica Hammar
- Fumaria agraria Lag.
- Fumaria ajmasiana Pau & Font Quer
- Fumaria × albertii Foucaud & Rouy
- Fumaria asepala Boiss.
- Fumaria atlantica Coss. & Durieu ex Hausskn.
- Fumaria ballii Pugsley
- Fumaria barnolae Sennen & Pau
- Fumaria bastardii Boreau
- Fumaria berberica Pugsley
- Fumaria bicolor Sommier ex Nicotra
- Fumaria bracteosa Pomel
- Fumaria × burnatii Verg.
- Fumaria capitata Lidén
- Fumaria capreolata L.
- Fumaria coccinea Lowe ex Pugsley
- Fumaria daghestanica Michajlova
- Fumaria densiflora DC.
- Fumaria dubia Pugsley
- Fumaria erostrata (Pugsley) Lidén
- Fumaria faurei (Pugsley) M.Linden
- Fumaria flabellata Gasp.
- Fumaria × gagrica Michajlova
- Fumaria gaillardotii Boiss.
- Fumaria indica (Hausskn.) Pugsley
- Fumaria judaica Boiss.
- Fumaria kralikii Jord.
- Fumaria macrocarpa Parl.
- Fumaria macrosepala Boiss.
- Fumaria mairei Pugsley ex Maire
- Fumaria maurorum Maire
- Fumaria melillaica Pugsley
- Fumaria microstachys Kralik ex Hausskn.
- Fumaria mirabilis Pugsley
- Fumaria montana J.A.Schmidt
- Fumaria munbyi Boiss. & Reut.
- Fumaria muralis Sond. ex W.D.J.Koch
- Fumaria normanii Pugsley
- Fumaria occidentalis Pugsley
- Fumaria officinalis L.
- Fumaria ouezzanensis Pugsley
- Fumaria × painteri Pugsley
- Fumaria parviflora Lam.
- Fumaria petteri Rchb.
- Fumaria platycarpa Lidén
- Fumaria pugsleyana (Pugsley) Lidén
- Fumaria purpurea Pugsley
- Fumaria ragusina (Pugsley) Pugsley
- Fumaria reuteri Boiss.
- Fumaria rifana Lidén
- Fumaria rostellata Knaf
- Fumaria rupestris Boiss. & Reut.
- Fumaria schleicheri Soy.-Will.
- Fumaria segetalis (Hammar) Cout.
- Fumaria sepium Boiss. & Reut.
- Fumaria skottsbergii Lidén
- Fumaria vaillantii Loisel.